# حمام وانان
حمام وانان مربوط به دوره قاجار است و در شهرستان شهرکرد، روستای وانان واقع شده است. این اثر در تاریخ ۷ خرداد ۱۳۸۷ با شمارهٔ ثبت ۲۲۹۵۲ به‌عنوان یکی از آثار ملی ایران به ثبت رسیده‌است.